# Funktionalisme (sociologi)
 For alternative betydninger, se Funktionalisme. (Se også artikler, som begynder med Funktionalisme) Der er for få eller ingen kildehenvisninger i denne artikel, hvilket er et problem. Du kan hjælpe ved at angive troværdige kilder til de påstande, som fremføres i artiklen.

Funktionalisme er i sociologien en samlebetegnelse for teorier og metoder, hvor udgangspunktet er, at samfundet bør studeres som en organisme. 
Fejl og mangler i samfundsudviklingen vil derfor blive korrigeret gennem udvikling af nye organisationer og nye metoder for problemløsning. 
Sociologiens opgave er at studere og fortolke de enkelte delfunktioners betydning for helheden.
Funktionalismen har rødder langt tilbage i tiden; i nyere tid anses Herbert Spencer og Emile Durkheim for at være blandt grundlæggerne, og med Talcott Parsons sættes funktionalismen i system.
Fastlæggelsen af forholdet mellem aktør struktur og system er måske det af funktionalismes bidrag til videnskaberne, som har haft størst udbredelse, også til andre typer af sociologiske teorier.